# 투모로랜드 (음악제)
투모로우랜드(Tomorrowland)는 벨기에에서 열리는 일렉트로닉 댄스 뮤직 음악제로, ID&T가 주관한다.
투모로우랜드는 벨기에 붐(Boom)에 있는 드 쉐르(De Schorre) 주립 레크리에이션 공원에서 열리는 대규모 연례 일렉트로닉 댄스 뮤직 페스티벌이다.
투모로우랜드는 2005년 마누 비어스와 미힐 비어스 형제의 아이디어로 처음 개최됐다. 그 이후로 세계에서 가장 유명한 음악 축제 중 하나가 되었다. 인터내셔널 댄스 뮤직 어워드(International Dance Music Awards)에서 "올해의 최고의 뮤지컬 이벤트"로 5회 연속 선정되는 등 수많은 상과 찬사를 받았다. 조직을 위해 연중 내내 80명을 고용하고 행사 기간 동안 12,000명을 고용한다.